# 꼬마부드러운털쥐
꼬마부드러운털쥐(Praomys minor)는 쥐과에 속하는 설치류의 일종이다. 콩고민주공화국에서만 발견된다. 자연 서식지는 아열대 또는 열대 기후 지역의 습윤 저지대 숲이다.

## 특징
작은 설치류로 몸통 길이가 91~105mm, 꼬리 길이가 130~136mm이다. 발 길이는 23mm이다. 등 쪽은 불그스레한 갈색이고 옆구리 윗쪽을 따라 좀더 연한 색을 띠는 반면에 아래쪽으로 갈수록 시나몬색을 띤다. 눈 주위에 둥글게 짙은 갈색 환이 있다. 배 쪽은 흰색을 띤다. 다리도 희다.

## 생태
야행성 동물이고 부분적으로 나무 위에서 생활한다. 나무 구멍 속에 둥지를 만든다.

## 분포 및 서식지
콩고 민주 공화국 루콜렐라 지역에만 알려져 있지만 정확한 분포 지역은 알려져 있지 않다. 콩고강 분지의 저지대 열대우림에서 서식한다.